# Юзеф Свежинський
Юзеф Свежинський (пол. Józef Świeżyński) (19 квітня 1868 року, Влонице, Царство Польське, Російська імперія — 12 лютого 1948 року, Сандомир, Польська Народна Республіка) — поміщик, політик, лікар, 5-й прем'єр-міністр Королівства Польща.

## Біографія

### Дитинство та юність
Юзеф народився в родині поміщиків Владислава Ґерарда і Гелени Свежинських. Здобув освіту в середній школі Радома, після чого вступив на медичний факультет Варшавського університету. 1893 року після закінчення медичної школи Юзеф вирушив до Німеччини, де працював у медичних установах Берліна та Гессена.

### Одруження та подальша кар'єра
У тому ж році він одружився з Вандою Кіньорською. Після повернення в Польщу працював лікарем у Варшаві, однак через поганий стан здоров'я дружини вимушений був переїхати до Желенова, на батьківщину дружини.
У 1908 році він купує невелику нерухомість та обирається у Державну Думу Російської імперії, в яку переобирається ще двічі. Бувши депутатом російського парламенту організовує соціальні заходи в Польщі.

### Перша світова війна
Після початку Першої світової війни став допомагати скаліченим воякам та ветеранам війни, об'єднавши в цьому зусилля з небайдужими поляками. 1919 року він став Президентом Польського товариства «Просвіта» яке очолював до 1933 року.
За соціально-освітню діяльність у 1924 році він був нагороджений Орденом Відродження Польщі.

### Друга світова війна
Під час Другої світової війни Юзеф брав участь у підпільній діяльності. 1944 року оселився в Сандомирі, де й помер у 1948 році та був похований.

## Політична діяльність
Свежинський зацікавився політикою ще в коледжі та приймав учать у діяльності підпільного Польського союзу молоді «Zet». 1893 року він приєднався до Національної ліги.
У 1906—1915 роки був тричі обраний депутатом Державної Думи (І, ІІІ, IV скликання) від провінції Радом.

## Прем'єр-міністр
23 жовтня 1918 року Свежинський був призначений прем'єр-міністром Королівства Польща. У перші дні правління він вживав заходи щодо зміцнення незалежності, що була проголошена 7 жовтня 1918 року. Крім того, відстоював позицію щодо негайного створення Збройних Сил, як елементу державної незалежності та суверенітету.
На хвилі підтримки німцями вступив у конфлікт з Юзефом Пілсудським, який домагався посади військового міністра.
Кабінет Свежинського не дуже підтримували активісти Національної ліги, які виступали проти його призначення. Щоб отримати широку соціальну базу підтримки 3 листопада Юзеф Свежинський оголошує декрет в якому відмежовується від Регентської Ради і проголошує створення «Національного уряду». Такі кроки Свежинського призводять до конфлікту з монархістами та лівими партіями.
Де-факто, спроба перехопити владу і відмежуватися від монархістів та соціалістів призвела до відставки Кабінету Юзефа Свежинського.

## Подальша політична кар'єра
У перші роки незалежності Юзеф брав участь у розробці Конституції Польщі, після чого остаточно пішов з політики.